# Стефан Топуров
Стефан Топуров (11 серпня 1964) — болгарський важкоатлет.
Срібний призер Олімпійських Ігор 1988 року в категорії до 60 кг.
Чемпіон світу 1987 (до 60 кг), срібний призер 1983 (до 60 кг), 1986 (до 67,5 кг) років.
Чемпіон Європи 1984 (до 60 кг), 1987 до 60 кг років, срібний призер 1983 (до 60 кг), 1988 до 60 кг років.